# Susa de Bolena
Susa (en francès Suze-la-Rousse) és un municipi francès situat al departament de la Droma i a la regió d'Alvèrnia-Roine-Alps. L'any 2007 tenia 1.838 habitants.

## Demografia

### Població
El 2007 la població de fet de Suze-la-Rousse era de 1.838 persones. Hi havia 744 famílies de les quals 181 eren unipersonals (86 homes vivint sols i 95 dones vivint soles), 230 parelles sense fills, 263 parelles amb fills i 70 famílies monoparentals amb fills.
La població ha evolucionat segons el següent gràfic:
Habitants censats

### Habitatges
El 2007 hi havia 955 habitatges, 755 eren l'habitatge principal de la família, 119 eren segones residències i 81 estaven desocupats. 783 eren cases i 156 eren apartaments. Dels 755 habitatges principals, 517 estaven ocupats pels seus propietaris, 199 estaven llogats i ocupats pels llogaters i 39 estaven cedits a títol gratuït; 12 tenien una cambra, 44 en tenien dues, 127 en tenien tres, 190 en tenien quatre i 382 en tenien cinc o més. 517 habitatges disposaven pel capbaix d'una plaça de pàrquing. A 342 habitatges hi havia un automòbil i a 358 n'hi havia dos o més.

### Piràmide de població
La piràmide de població per edats i sexe el 2009 era:
| Homes | Edats   | Dones |
| ----- | ------- | ----- |
| 0     | 95 o +  | 0     |
| 4     | 90 a 94 | 8     |
| 4     | 85 a 89 | 20    |
| 8     | 80 a 84 | 8     |
| 40    | 75 a 79 | 16    |
| 32    | 70 a 74 | 56    |
| 32    | 65 a 69 | 24    |
| 60    | 60 a 64 | 60    |
| 44    | 55 a 59 | 52    |
| 44    | 50 a 54 | 36    |
| 60    | 45 a 49 | 64    |
| 96    | 40 a 44 | 56    |
| 72    | 35 a 39 | 64    |
| 56    | 30 a 34 | 56    |
| 40    | 25 a 29 | 24    |
| 20    | 20 a 24 | 32    |
| 72    | 15 a 19 | 52    |
| 64    | 10 a 14 | 64    |
| 40    | 5 a 9   | 56    |
| 40    | 0 a 4   | 32    |

## Economia
El 2007 la població en edat de treballar era de 1.210 persones, 886 eren actives i 324 eren inactives. De les 886 persones actives 789 estaven ocupades (434 homes i 355 dones) i 97 estaven aturades (36 homes i 61 dones). De les 324 persones inactives 103 estaven jubilades, 108 estaven estudiant i 113 estaven classificades com a «altres inactius».

### Ingressos
El 2009 a Suze-la-Rousse hi havia 739 unitats fiscals que integraven 1.852 persones, la mediana anual d'ingressos fiscals per persona era de 17.419 €.

### Activitats econòmiques
Dels 121 establiments que hi havia el 2007, 2 eren d'empreses extractives, 4 d'empreses alimentàries, 5 d'empreses de fabricació d'altres productes industrials, 17 d'empreses de construcció, 20 d'empreses de comerç i reparació d'automòbils, 5 d'empreses de transport, 12 d'empreses d'hostatgeria i restauració, 1 d'una empresa d'informació i comunicació, 8 d'empreses financeres, 4 d'empreses immobiliàries, 18 d'empreses de serveis, 18 d'entitats de l'administració pública i 7 d'empreses classificades com a «altres activitats de serveis».
Dels 31 establiments de servei als particulars que hi havia el 2009, 1 era una gendarmeria, 1 oficina de correu, 2 oficines bancàries, 4 tallers de reparació d'automòbils i de material agrícola, 5 paletes, 2 guixaires pintors, 1 fusteria, 1 lampisteria, 2 electricistes, 3 perruqueries, 2 veterinaris, 4 restaurants, 2 agències immobiliàries i 1 saló de bellesa.
Dels 5 establiments comercials que hi havia el 2009, 1 era una botiga de menys de 120 m², 2 fleques, 1 una carnisseria i 1 una floristeria.
L'any 2000 a Suze-la-Rousse hi havia 77 explotacions agrícoles que ocupaven un total de 1.530 hectàrees.

## Equipaments sanitaris i escolars
L'únic equipament sanitari que hi havia el 2009 era una farmàcia.
El 2009 hi havia 1 escola maternal i 1 escola elemental. Suze-la-Rousse disposava d'un col·legi d'educació secundària amb 259 alumnes.
Suze-la-Rousse disposava d'un centre de formació no universitària superior.

## Poblacions properes
El següent diagrama mostra les poblacions més properes.